# Roger Machin
Roger Machin (Montchanin, 1926. május 28. – Pont-à-Mousson, 2021. január 17.) francia nemzetközi labdarúgó-játékvezető.

## Pályafutása

### Labdarúgóként
Fiatalabb éveiben asztaliteniszezett és focizott. Játékosként két évig a La Chaise-Dieu, majd további tíz éven keresztül az ES Dieulouard csapatában szerepelt. Edzésre járni, mérkőzésen játszani és bíráskodni egyszerre nem ment, ezért a játékvezetés mellett döntött.

### Nemzeti játékvezetés
A játékvezetői vizsgát egy családi ismerőse hatására az északkeleti Leagueban 1948-ban tette le. A küldési gyakorlat szerint rendszeres partbírói tevékenységet is végzett. 1953-1955 között a legfiatalabb országos minősítésű bíró lett.  1955-ben lett az I. Liga játékvezetője. A nemzeti játékvezetéstől 1975-ben vonult vissza. Első ligás mérkőzéseinek száma: 263.
| Időpont           | Helyszín                     | Mérkőzés típusa                    | Mérkőzés                                  | Eredmény |
| ----------------- | ---------------------------- | ---------------------------------- | ----------------------------------------- | -------- |
| 1955. október 30. | Stade Auguste Delaune, Reims | első Premiere Division mérkőzése   | Stade de Reims – FC Girondins de Bordeaux | 3 – 0    |
| 1975. június 3.   | Red Star Stadion, Párizs     | utolsó Premiere Division mérkőzése | Red Star Paris–RC Lens                    | 1 – 1    |

#### Kupamérkőzések
Vezetett Kupa-döntők száma: 1

##### Francia labdarúgókupa
A Francia Labdarúgó-szövetség JB elismerve szakmai felkészültségét felkérte a kupadöntő irányítására.
| Időpont         | Helyszín                                  | Mérkőzés típusa | Mérkőzés                                        | Eredmény | Nézők száma |
| --------------- | ----------------------------------------- | --------------- | ----------------------------------------------- | -------- | ----------- |
| 1969. május 18. | Yves-du-Manoir Olimpiai Stadion, Colombes | döntő           | Olympique de Marseille–FC Girondins de Bordeaux | 2 : 0    | 39 460      |

### Nemzetközi játékvezetés
A Francia labdarúgó-szövetség Játékvezető Bizottsága (JB) terjesztette fel nemzetközi játékvezetőnek, a Nemzetközi Labdarúgó-szövetség (FIFA) 1964-től tartotta nyilván bírói keretében. A FIFA JB központi nyelvei közül a franciát beszélte. Több nemzetek közötti válogatott találkozót és klubmérkőzést vezetett, vagy működő társának partbíróként segített. A francia nemzetközi játékvezetők rangsorában, a világbajnokság-Európa-bajnokság sorrendjében a 19. helyet foglalja el 5 találkozó szolgálatával. Az aktív nemzetközi játékvezetéstől 1973-ban búcsúzott. Válogatott mérkőzéseinek száma: 9 - "A" minősítés: 7, "B" minősítés: 2.

#### Labdarúgó-világbajnokság
Mexikóban  rendezték a IX., az 1970-es labdarúgó-világbajnokság döntő mérkőzéseit, ahol a FIFA JB bíróként foglalkoztatta. A FIFA JB elvárásainak megfelelően, ha nem vezetett, akkor valamelyik társának partbíróként segített. Kettő csoportmérkőzésen volt partbíró. Csoportmérkőzéseket az UEFA és a CAF zónákban vezetett. Ő vezette az emlékezetes Magyarország-Csehszlovákia a harmadik találkozót, a rájátszást. A magyar válogatott veresége hosszú időre - a mai napig - visszavetette a hazai labdarúgás fejlődését. Világbajnokságon vezetett mérkőzéseinek száma: 1 + 2 (partbíró).

##### 1970-es labdarúgó-világbajnokság

###### Selejtező mérkőzés
| Időpont              | Helyszín                     | Mérkőzés típusa                | Mérkőzés                   | Eredmény | Nézők száma |
| -------------------- | ---------------------------- | ------------------------------ | -------------------------- | -------- | ----------- |
| 1969. szeptember 21. | Központi Stadion, Casablanca | döntő selejtező (Afrikai zóna) | Marokkó–Nigéria            | 2 : 1    |             |
| 1969. október 22.    | Ninian Park Stadion, Cardiff | előselejtező (3. csoport)      | Wales–Észak-NDK            | 1 : 3    | 22 409      |
| 1969. december 3.    | Vélodrome Stadion, Marseille | előselejtező (2. csoport)      | Csehszlovákia–Magyarország | 4 : 1    | 7 857       |

###### Világbajnoki mérkőzés
| Időpont          | Helyszín                     | Mérkőzés típusa              | Mérkőzés             | Eredmény | Nézők száma |
| ---------------- | ---------------------------- | ---------------------------- | -------------------- | -------- | ----------- |
| 1970. június 11. | Jalisco Stadion, Guadalajara | csoportmérkőzés (3. csoport) | Csehszlovákia–Anglia | 1 : 0    | 49 000      |

#### Labdarúgó-Európa-bajnokság
Az európai torna döntőjéhez vezető úton Belgiumba a IV., az 1972-es labdarúgó-Európa-bajnokságra az UEFA JB játékvezetőként foglalkoztatta.

##### 1972-es labdarúgó-Európa-bajnokság

###### Selejtező mérkőzés
| Időpont          | Helyszín                 | Mérkőzés típusa           | Mérkőzés               | Eredmény | Nézők száma |
| ---------------- | ------------------------ | ------------------------- | ---------------------- | -------- | ----------- |
| 1971. október 9. | San Siro Stadion, Milánó | előselejtező (6. csoport) | Olaszország–Svédország | 3 : 0    | 65 582      |

#### Nemzetközi kupamérkőzések
Vezetett kupadöntők száma: 1.

##### Interkontinentális kupa
A FIFA JB elismerve szakmai felkészültségét felkérte a döntő első mérkőzésének irányítására.
| Időpont             | Helyszín                 | Mérkőzés típusa     | Mérkőzés             | Eredmény |
| ------------------- | ------------------------ | ------------------- | -------------------- | -------- |
| 1969. szeptember 8. | San Siro Stadion, Milánó | döntő első mérkőzés | AC Milan–Estudiantes | 3 : 0    |

## Szakmai sikerek
1995-ben a nemzetközi játékvezetés hírnevének erősítése, hazájában 10 éve a legmagasabb Ligában (osztályban) folyamatosan tevékenykedő, eredményes pályafutása elismeréseként, a FIFA JB felterjesztésére az 1965-ben alapított International Referee Special Award címmel és oklevéllel tüntette ki.

## Külső hivatkozások
- Roger Machin. World Referee. [2011. július 14-i dátummal az eredetiből archiválva]. (Hozzáférés: 2011. január 10.)
- Roger Machin. scoreshelf.com. (Hozzáférés: 2011. január 10.)[halott link]
- Roger Machin. footballdatabase.eu. (Hozzáférés: 2011. január 10.)
- Roger Machin. footballzz.com. (Hozzáférés: 2011. január 10.)